# Jacob Tsimerman
Jacob Tsimerman (ur. w 1988) – kanadyjski matematyk, profesor University of Toronto. Specjalizuje się w teorii liczb, w której uzyskał m.in. przełomowe wyniki dotyczące hipotez André-Oorta i Griffithsa. Laureat New Horizons in Mathematics Prize (2022) i Nagrody Ostrowskiego (2023).

## Życiorys
W wieku 15 lat zdobył złoty medal na międzynarodowej olimpiadzie matematycznej, powtarzając ten sukces rok później, tym razem z maksymalnym wynikiem punktowym. Studiował matematykę w University of Toronto, natomiast doktorat uzyskał w 2011 na Uniwersytecie Princeton (jego promotorem był Peter Sarnak). Następnie przebywał na  stażu podoktorskim w Uniwersytecie Harvarda, a od 2014 pracuje w University of Toronto. 
Swoje prace publikował m.in. w „Compositio Mathematica”, „Duke Mathematical Journal”, „Forum of Mathematics, Sigma”, „Journal of Differential Geometry", „Journal für die Reine und Angewandte Mathematik”, „Journal of the European Mathematical Society” i najbardziej prestiżowych czasopismach matematycznych świata: „Annals of Mathematics”, „Journal of the American Mathematical Society”, „Inventiones Mathematicae".
W 2015 został nagrodzony SASTRA Ramanujan Prize, w 2016 Ribenboim Prize przyznawaną przez Canadian Number Theory Association. W 2019 otrzymał Nagrodę Coxetera-Jamesa Canadian Mathematical Society, a w 2022 New Horizons in Mathematics Prize. W 2023 został laureatem Nagrody Ostrowskiego.
W 2018 roku wygłosił wykład sekcyjny na Międzynarodowym Kongresie Matematyków w Rio de Janeiro.